# Steve Jones (Golfspieler)
Steve Jones (* 27. Dezember 1958 in Artesia, New Mexico) ist ein US-amerikanischer Profigolfer der PGA TOUR und Gewinner der US Open 1996.

## Werdegang
Nach dem Besuch der University of Colorado wurde er im Jahre 1981 Berufsgolfer und begann im darauffolgenden Jahr auf der PGA Tour.
Nach mehreren erfolglosen Saisons gelang Jones 1988 der erste Sieg beim renommierten AT&T Pebble Beach National Pro-Am und drei weitere folgten 1989, seinem bislang besten Jahr mit Platz 8 in der money list der PGA Tour. In der ersten Hälfte der 1990er Jahre musste er verletzungsbedingt fast drei Jahre pausieren, bevor er ab 1995 wieder regelmäßig spielen konnte. Den bedeutendsten Titel seiner Laufbahn errang Jones mit dem Gewinn der US Open 1996 und danach gelangen ihm noch drei weitere Turniersiege in den Jahren 1997 und 1998.
Er vertrat sein Land beim World Cup 1996 und war Vizekapitän beim Ryder Cup 2004.   
Jones ist mit seiner Frau Bonnie verheiratet. Die beiden haben zwei Kinder und leben in Phoenix, Arizona.

## PGA Tour Siege
- 1988: AT&T Pebble Beach National Pro-Am
- 1989: MONY Tournament of Champions, Bob Hope Chrysler Classic, Canadian Open
- 1996: US Open
- 1997: Phoenix Open, Bell Canadian Open
- 1998: Quad City Classic

Major Championship ist fett gedruckt.